# Manoj Kumar
Manoj Kumar, nome d'arte di Harikishen Goswami (Abbottabad, 24 luglio 1937 – Mumbai, 4 aprile 2025), è stato un attore e regista indiano.
Prese questo nome dal personaggio interpretato dal suo attore preferito, Dilip Kumar, nel film Shabnam (Manoj), del 1949.

## Biografia
Divenne noto più che altro per le interpretazioni in film a sfondo patriottico. Per questo a Bollywood era conosciuto come Mr. Bharat (Bharat significa, sia in sanscrito che in hindi, India).
Iniziò la sua carriera nel 1957 con una parte minore e in poco tempo divenne una figura importante nel cinema indiano. Esordì alla regia nel 1967.
Vinse vari premi tra la fine degli anni sessanta e l'inizio dei Settanta, sia ai Filmfare Awards che ai National Film Awards.

## Filmografia parziale

### Attore
- Fashion (1957)
- Woh Kaun Thi? (1964)
- Shaheed (1965)
- Gumnaam (1965)
- Himalaya Ki God Mein (1965)
- Do Badan  (1966)
- Patthar Ke Sanam (1967)
- Upkar (1967)
- Neel Kamal (1968)
- Aadmi (1968)
- Purab Aur Paschim (1970)
- Pehchan (1970)
- Yaadgar (1970)
- Mera Naam Joker (1970)
- Shor (1972)
- Be-Imaan (1972)
- Roti Kapda Aur Makaan (1974)
- Sanyasi (1975)
- Dus Numbri (1976)
- Kranti (1981)
- Clerk (1989)
- Maidan-E-Jung (1995)